# 龙开口镇
龙开口镇，原称朵美乡，是中华人民共和国云南省大理白族自治州鹤庆县下辖的一个乡镇级行政单位。

## 行政区划
龙开口镇下辖以下地区：
朵美村、上河川村、下河川村、炼厂村、箐北村、洛良村、后山村、中江村、金河村、江东村、大箐村、禾丰村、禾米村、龙旦村和龙开口村。